# Nebojša Čović

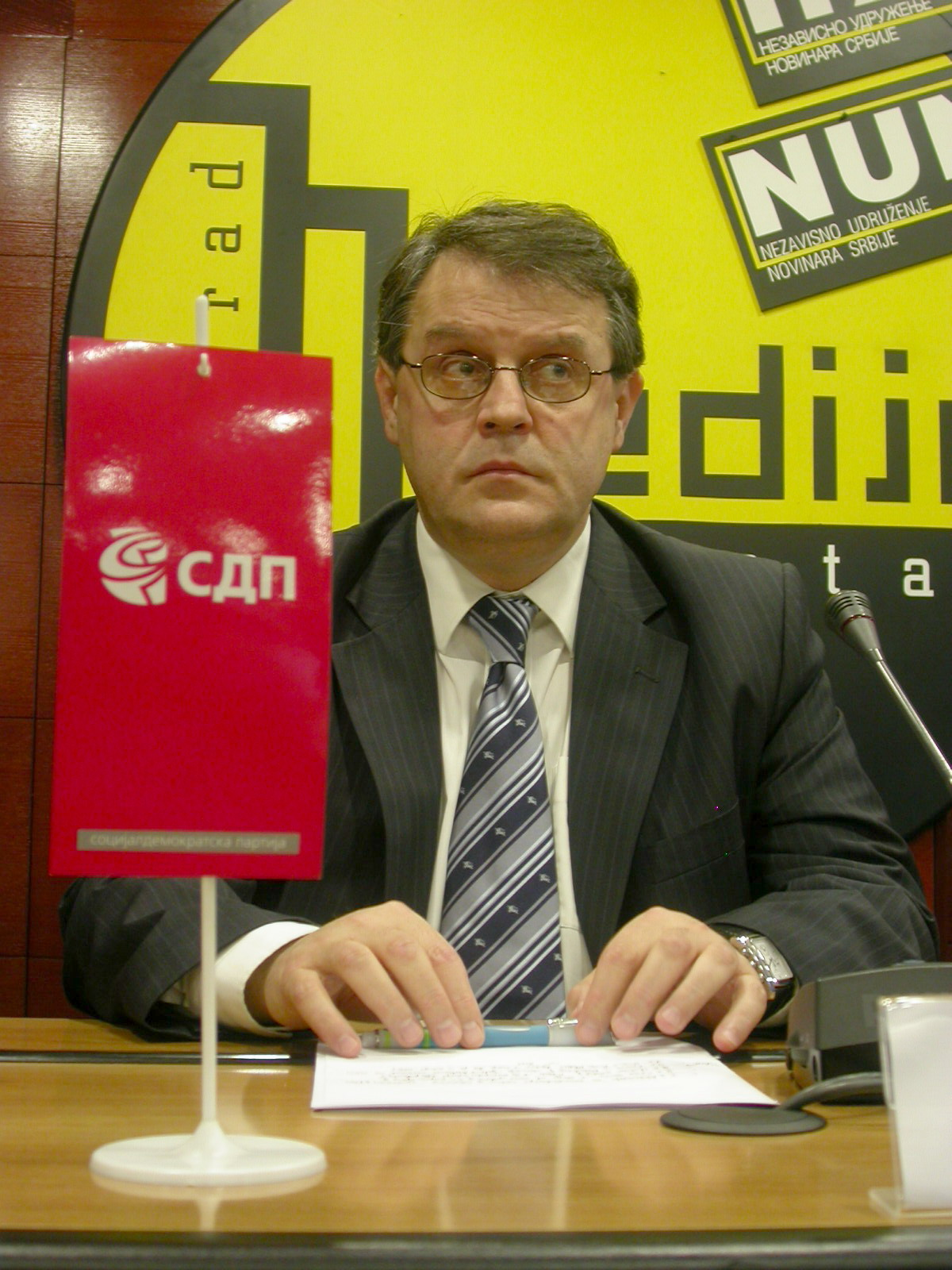
Nebojša Čović, 2006

Nebojša Čović (serbisch-kyrillisch Небојша Човић; * 2. Juli 1958 in Belgrad, Serbien, Jugoslawien) ist ein serbischer Politiker.

## Leben
Von 1994 bis 1997 war er Bürgermeister von Belgrad. Er gehörte bis 1997 der Sozialistischen Partei Serbiens (SPS) an, dann wechselte er ins Lager der damaligen Opposition, indem er mit einigen weiteren aus der SPS ausgetretenen Politikern die Demokratska Alternativa gründete und deren Vorsitzender wurde. Von 2000 bis 2001 war er einer der drei Vizepremiers der Übergangsregierung, die Slobodan Milošević gestürzt hatte und schließlich Zoran Đinđić an die Macht brachte. Nach Đinđićs Ermordung war Čović 2003 zusammen mit Dušan Mihajlović für einige Tage Übergangspremier.
Čović ist zudem einer der früheren Vorsitzenden des Kosovo-Koordinationszentrums und war Vorsitzender des Koordinationszentrum für Südserbien während des UÇK-Einfalls in das Preševo-Tal.
Čović ist Inhaber des Basketball-Clubs FMP Železnik Belgrad.